# Deltocyathus cameratus
Espèce
Statut CITES
Deltocyathus cameratus est une espèce de coraux appartenant à la famille des Deltocyathidae ou Caryophylliidae.